# Themistoclesia rostrata
Themistoclesia rostrata är en ljungväxtart som beskrevs av A. C. Smith. Themistoclesia rostrata ingår i släktet Themistoclesia och familjen ljungväxter. Inga underarter finns listade i Catalogue of Life.